# Чиабришвили, Андрей Яковлевич
Андрей Яковлевич Чиабришвили (груз. ანდრო იაკობის ძე ჭიაბრიშვილი, 13 апреля 1884 или 13 мая 1884, Тифлис — не ранее 1926) — грузинский политик, Член Учредительного собрания Грузии (1919—1921).

## Биография
Окончил начальную школу в Тифлисе.

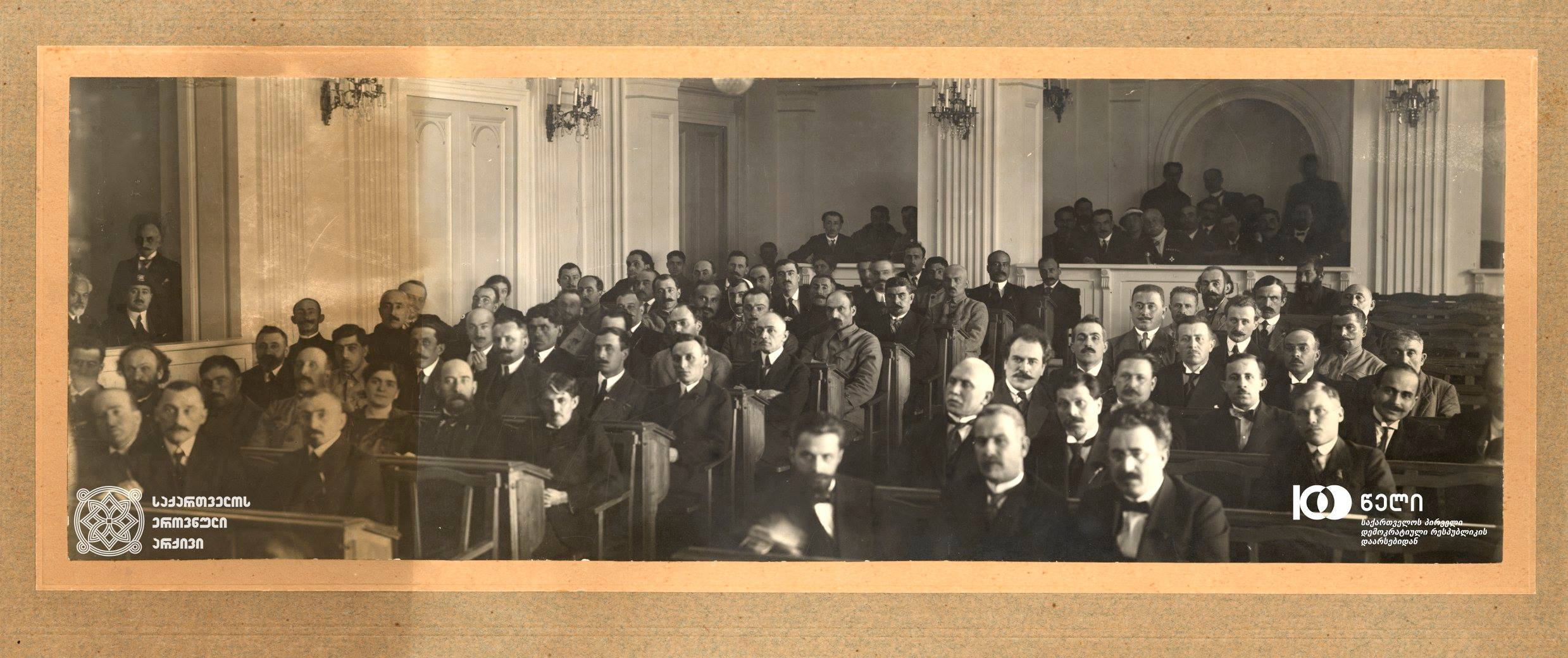
Учредительное собрание Грузии. Чиабришвили левая сторона, третий ряд, четвёртый справа

Был членом фракции «меньшевиков» Российской социал-демократической рабочей партии, партийное прозвище «пестрый». Делегат V съезда РСДРП в Лондоне (1907) от тифлисской организации.
Подписал Декларацию независимости Грузии от 26 мая 1918 года
12 марта 1919 года избран членом Учредительного собрания Грузии, был членом бюджетного, финансового и военного комитетов.
В 1921 году, после советизации Грузии, покинув страну, недолго жил в Стамбуле. Вернулся в Грузию, где был арестован чрезвычайной комиссией и помещён в «Исправительный дом № 2» Метехи. Отсидел в тюрьме несколько месяцев. После освобождения участвовал в движении сопротивления. 16 декабря 1922 года вместе с другими 52 политзаключенными был отправлен в Москву для заключения в лагерях на территории РСФСР. 12 января 1923 году по решению комиссии МВД СССР был переведён в Архангельский лагерь.
В 1925 году написал письмо Льву Троцкому, в котором подверг критике большевистский режим.
24 июня 1926 года был освобождён из лагеря. Дальнейшая судьба неизвестна.